# 655
Раннє Середньовіччя. Триває чума Юстиніана. У Східній Римській імперії продовжується правління Константа II. Значну частину колишніх візантійських земель захопили араби. Частина території Італії належить Візантії, на решті лежить Лангобардське королівство. Франкське королівство розділене між синами Дагоберта I. Іберію займає Вестготське королівство. В Англії триває період гептархії. Авари та слов'яни утвердилися на Балканах. Центр Аварського каганату лежить у Паннонії. У Моравії існує перша слов'янська держава Само.
У Китаї триває правління династії Тан. Індія роздроблена. В Японії триває період Ямато. До володінь арабських халіфів належать Аравійський півострів, Сирія, Палестина, Персія, Єгипет, частина Північної Африки. Хазарський каганат підпорядкував собі кочові народи на великій степовій території між Азовським морем та Аралом.
На території лісостепової України в VII столітті виділяють пеньківську й празьку археологічні культури. У VII столітті продовжилося швидке розселення слов'ян. У Північному Причорномор'ї співіснують різні кочові племена, зокрема булгари, хозари, алани, авари, тюрки.

## Події
- Візантійський флот Константа II зазнав поразки від арабів при Фініке.
- Арабські війська підкорили Хорасан.
- В Японії розпочалося друге правління імператриці Коґьоку.
- Битва при Вінведі між силами Мерсії і Берніції.
- Засновано собор у Пітерборо.

## Померли
- Мартин I, Папа Римський.